# Jasmine Todd
Jasmine Todd (San Diego, 23 dicembre 1993) è una velocista e lunghista statunitense.

## Palmarès
| Anno | Manifestazione      | Sede     | Evento         | Risultato  | Prestazione | Note                                     |
| ---- | ------------------- | -------- | -------------- | ---------- | ----------- | ---------------------------------------- |
| 2015 | Mondiali            | Pechino  | 100 m piani    | Semifinale | 11"21       |                                          |
| 2015 | Mondiali            | Pechino  | Salto in lungo | 19ª (q)    | 6,52 m      |                                          |
| 2015 | Mondiali            | Pechino  | 4×100 m        | Argento    | 41"68       | Miglior prestazione personale stagionale |
| 2019 | Mondiali            | Doha     | Salto in lungo | 14ª (q)    | 6,51 m      |                                          |
| 2023 | Giochi panamericani | Santiago | Salto in lungo | nm         | nm          |                                          |